# Districtul Kavajë

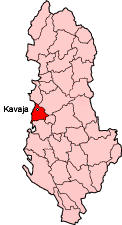
Districtul Kavajë în Albania

Kavajë este un district în Albania.